# Serra dos Aimorés
Serra dos Aimorés là một đô thị thuộc bang Minas Gerais, Brasil. Đô thị này có diện tích 215,15 km², dân số năm 2007 là 8345 người, mật độ 31 người/km².